# Cantó de Zug
Zug (francès Zoug, italià Zugo) és un cantó de Suïssa.